# Remixed
Remixed – remix-album islandzkiego zespołu múm. Zawiera remiksy utworów z płyty Yesterday Was Dramatic - Today Is OK oraz kilka nowych utworów. Płyta została wydana nakładem Thule Musik w roku 2001.
Jedynie utwory 1, 4, 5, 8 i 9 (na CD) są nowe. Pozostałe remiksy można znaleźć na minialbumie The Ballad of the Broken Birdie Records.

## Lista utworów

### CD
1. "Smell Memory" (Bix remix) - 5:15
2. "The Ballad of the Broken Birdie Records" (Ruxpin remix I) - 5:13
3. "The Ballad of the Broken Birdie Records" (Ilo mix) - 6:14
4. "Smell Memory" (Traktor remix) - 7:58
5. "There Is a Number of Small Things & The Ballad of Broken Birdie Records" (µ-Ziq Straight mix) - 8:02
6. "The Ballad of the Broken Birdie Records" (Biogen mix) - 5:23
7. "The Ballad of the Broken Birdie Records" (Ruxpin remix II) -  5:14
8. "Asleep on a Train" (El Hombre Trajeado mix) - 2:52
9. "There Is a Number of Small Things & The Ballad of Broken Birdie Records" (µ-Ziq Fucked mix) - 7:38

### LP
1. "There Is a Number of Small Things & The Ballad of the Broken Birdie Records" (µ-Ziq Straight mix)
2. "Smell Memory" (Traktor remix)
3. "There Is a Number of Small Things & The Ballad of the Broken Birdie Records" (µ-Ziq Fucked mix)
4. "Smell Memory" (Bix remix)